# Rudolph von Schmertzing

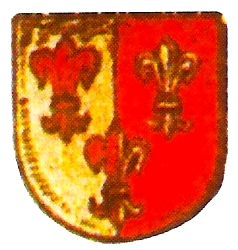
Das Wappen derer von Schmertzing: vertikal geteiltes Schild von rot und gold mit drei Lilien von gewechselten Farben

Rudolph von Schmertzing (auch: von Schmerzing) (* um 1580; † 19. Juni 1646 in Erdmannsdorf) war ein kursächsischer Major und Kriegskommissar des Erzgebirgischen Kreises sowie Besitzer mehrerer erzgebirgischer Hammerwerke.
Von Schmertzing wurde um 1580 als Sohn von Rudolph von Schmertzing und dessen Ehefrau Martha geb. von Helldorff geboren. Am 28. Oktober 1611 heiratete er die gerade 20 Jahre alt gewordene Esther, Tochter eines der reichsten Hammerherrn des Erzgebirges, Nikolaus Klinger, und dessen Frau Anna. Die Trauung fand auf Schloss Schwarzenberg statt. Klinger, der im Jahr vor der Hochzeit gestorben war, hinterließ seinen Kindern ein umfangreiches Erbe. Esther brachte so als Mitgift neben dem Förstelhammer nördlich von Raschau auch das jüngste der drei Rittersgrüner Hammerwerke, das fortan den Namen „Schmertzingischer Hammer“ trug, in die Ehe ein. Rudolph von Schmertzing war zu dieser Zeit außerdem Pächter auf dem Obermittweidaer Hammer. Am 12. März 1619 erhielt Schmertzing in einem kurfürstlichen Privileg zwei als „Holzspitzen“ bezeichnete Waldstücke auf der unteren Heyde und die niedere Gerichtsbarkeit über alle seine rund um das Förstel gelegenen Grundstücke verliehen sowie die Berechtigung eingeräumt, für die Hammerschmiede und Bergleute, die in seinem Hammerwerk beschäftigt waren, neue Häuser errichten zu dürfen. Diese bildeten den Ursprung des Parzellendorfs Langenberg, das bis weit in das 18. Jahrhundert hinein aus 12 Häusern bestand.
Von 1612 bis 1619 war Schmertzing Pächter von Schloss und Vorwerk Rabenstein. Im November 1621 kaufte er das halbe Rittergut Limbach von den Brüdern Georg Friedrich und Antonius von Schönberg für 7300 Gulden. Bereits 1617 wurde er als „Junker zu Limpach“ bezeichnet, was auf seinen Aufenthalt vor Ort hindeutet. 1646 erhielt sein Sohn Hannibal die Lehn an besagtem Gut.
Nachdem sie an der Schwindsucht erkrankt war, starb Esther von Schmertzing am 29. Juni 1622 als „Des Edlen / Gestrengen und Ehrenvesten Herrn Rudolphen von Schmertzings auff Förstel / Rittersgrün und Limpach / Churf. Sächs. Leutenandes / gewesenen herzlichen Ehegemahlin und Haußzierden“. Sie hinterließ neben ihrem Witwer fünf Kinder; ihre Söhne, die Junker Hannibal, Georg Sebastian und Caspar Rudolph sowie ihre Töchter, die Jungfrauen Anna Ottilia und Esther. Bald nach dem Tod von Esther heiratete Rudolph von Schmertzing ein weiteres Mal. 1623 nahm er Anna, die Tochter Hans Friedrichs von Miltitz auf Zadel zur Frau. Nach deren Tod im August 1639 wiederum heiratete er noch während des Dreißigjährigen Krieges am 23. November 1641 Katharina, die Witwe von Adam Friedrich von Klinge auf Erdmannsdorf, bevor er 1646 starb. Die Besitzungen in Rittersgrün gingen an den Sohn Hannibal, der 1670 durch den Bau von „17 heuslein“ für seine Arbeiter eine kleine Siedlung gründete. Diese wird in alten Karten als „Schmertzingsdorf“ geführt und blieb bis Mitte des 19. Jahrhunderts eine eigenständige Gemeinde.
Über eine Episode aus dem Leben Rudolph von Schmertzings berichtet sein Stiefneffe, der Erzgebirgschronist Christian Lehmann:
„Anno 1626 ritte Juncker Rudolff von Schmertzing, Erbsaß auf dem Hammergut Förstel, halbtruncken von Annaberg gantz alleine, und vermeinte den geraden Weg über Schletta auf die Scheibenbergischen Mühlen durch die unter Scheibner Räume zu nehmen. Es verführte ihn aber eine Jagt von Jäger-Geschrey und Hunde-Gebelle, welchem er nachritte, und verfiel mit seinem Pferd in einen Marrast, darinnen das Pferd halbversunken stecken blieb. Er wirckte sich gefährlich loß, lieff auf die benachbarten Fuhrwercke, kleidet sich aus, und ließ Leute auftreiben, die das Pferd mit Stangen und Seilen aus dem Marrast zihen und gewinnen musten.“
Der wohl bedeutendste Spross derer von Schmertzing war der 1660 in Limbach geborene Enkel Rudolph von Schmertzings, Hannibal Germanus Freiherr von Schmertzing auf Ehrenberg, Ehrenhain und Reusa, königlich-polnischer und kurfürstlich-sächsischer Kammerherr, Oberhofmeister und Amtshauptmann der Ballei Thüringen sowie Ritter des Johanniterordens.